# Симфонічний оркестр Берлінського радіо
Симфонічний оркестр Берлінського радіо (нім. Rundfunk-Sinfonieorchester Berlin, RSB) — німецький симфонічний оркестр та радіоансамбль, що базується в Берліні.
Оркестр був заснований в 1923 році. У 1920-30-і роках спеціалізувався на новітній музиці: своїми творами у виконанні оркестру диригував Ганс Пфіцнер, під керуванням Ігоря Стравінського в 1931 році прозвучав його скрипковий концерт (соло Самуїл Душкін), та інші твори.
18 травня 1945 року Симфонічний оркестр Берлінського радіо став першим симфонічним колективом, який дав концерт у звільненому від нацистів Берліні. Надалі оркестр опинився в радянському секторі окупації, а потім працював у Східному Берліні під патронатом Радіо НДР.

## Головні диригенти
- Бруно Зайдлер-Вінклер (1926-1932)
- Ойген Йохум (1932-1934)
- Отто Фрікхеффер (1932-1934)
- Серджіу Челібідаке (1945-1946)
- Герман Абендрот (1953-1956)
- Рольф Кляйнерт (1959-1973)
- Хайнц Регнер (1973-1993)
- Рафаель Фрюбек де Бургос (1994-2000)
- Марек Яновський (з 2002 року)